# Jernfeltz
Jernfeltz var en svensk adelsätt.
Ättens stamfader var borgaren i Linköping, Per Larsson, som nämns 1654 som handlande. Med sin hustru Ingrid Persdotter fick han sonen Olof Persson (1627-1692) som lät anlägga järnbruk i Värmland, bland annat Björneborg och Jonsbol och som från 1673 var borgmästare i Kristinehamn. Dennes hustru Emerentia Flygge var syster till de båda bröderna Crispin och Peter som adlades Flygge (621) och Flygge (860). Sistnämnda makar hade sonen Crispinus Jernfeldius som var professor i teologi vid universitetet i Dorpat, vars hustru Elisabeth var dotter till Sven Bröms och Bureättling via modern Carin Johansdotter Helledaij.
Crispinus Jernfeldius och Elisabeth Bröms son Crispin Jernfelt inträdde i militären där han 1719 med titeln regementskvartermästare vid Västgöta kavalleriregemente adlades av Fredrik I med namnet Jernfeltz. Ätten introducerades året därpå med nummer 1676, och Jernfeltz, sedermera major, blev riddare av Svärdsorden 1751.
Med sin hustru från 1717, friherrinnan Maria Charlotta Fägerskiöld, fick Jernfeltz tretton barn. En dotter var gift med Lars Larsson Odhelius. Sönerna gick i faderns fotspår och verkade inom militären. Sonen Gustaf Crispin var överste. Sonen Fromhold var ryttmästare och hans dotter Susanna Gustava med Rudbeckättlingen Susanna Rabenia, fick med sin make borgmästaren och riksdagsmannen Jöns Flygare flera efterkommande. 
Ätten anses vara utgången.